# Ferme de Martinville
L'ancienne ferme de Martinville est une maison classée située dans le village de Rahier faisant partie de la commune de Stoumont en Belgique (province de Liège).

## Localisation
Cette maison est située au no 20 du village ardennais de Rahier, dans le quartier, hameau ou lieu-dit de Martinville, à l'est de la localité.  

## Historique
Bien que la demeure soit répertoriée comme étant construite au cours du XVIe siècle parmi les biens classés et zones de protection de l'aménagement du territoire et l'urbanisme en Wallonie, l'inventaire du patrimoine immobilier culturel de la Wallonie fait remonter la construction sans doute à la seconde moitié du XVIIIe siècle. Une extension date du XIXe siècle.

## Description
La façade nord bâtie en moellons de grès plats possède dans sa partie droite une ancienne grange accessible par deux portes charretières avec arc en anse de panier. Le côté le plus remarquable de la bâtisse est le pignon oriental constitué de colombages articulés autour de neuf pans de bois verticaux. L'imposante toiture à deux pans est composée de cherbins, de grandes ardoises locales.